# Грей, Генри, 2-й граф Танкервиль
Сэр Генри Грей (англ. Sir Henry Grey; 1418/19 — 13 января 1450) — английский аристократ, 2-й граф Танкервиль и 7-й барон Поуис с 1421 года.

## Биография
Генри де Грей был единственным сыном Джона де Грея, 1-го графа Танкервиля, и Джоан Черлтон. После гибели отца в битве при Боже в 1421 году, будучи ещё ребёнком, он унаследовал семейные владения, располагавшиеся главным образом в Дареме и Нортумберленде, и французский графский титул. В 1425 году умерла мать Генри, дочь валлийского барона Эдуарда Черлтона, 5-го барона Черлтона, и от неё Грей унаследовал обширные владения в Поуисе. Поэтому во взрослой жизни он именовал себя бароном Поуисом, но в парламент его в этом качестве не вызывали ни разу.
В 1426 году Грей был посвящён в рыцари. В 1447 году в замке Поуис он приказал казнить без суда и следствия сэра Гриффида Вихана. По разным версиям, это произошло из-за того, что граф подозревал Вихана в симпатиях к йоркистам, хотел отомстить за смерть от руки Вихана сэра Кристофера Толбота или хотел устранить притязания Вихана на Поуис.

## Семья
Грей был женат на Антигоне, внебрачной дочери Хамфри Ланкастерского, герцога Глостера. В этом браке родились:
- Ричард, 3-й граф Танкервиль[6];
- Хамфри;
- Элизабет, жена сэра Роджера Кинастона[5].